# In the Future When All's Well
In the Future When All's Well è una canzone del cantante inglese Morrissey.
Terzo singolo estratto dall'album Ringleader of the Tormentors, il disco venne pubblicato il 21 agosto del 2006 dalla Sanctuary/Attack Records e raggiunse la posizione numero 17 della Official Singles Chart.

## Realizzazione
Scritto in collaborazione con il chitarrista Jesse Tobias e prodotto da Tony Visconti, il brano venne registrato al Forum Music Village Studio di Roma, nell'estate del 2005.
La foto di copertina è stata realizzata, a Roma, da Fabio Lovino e ritrae Morrissey mentre mangia un gelato. Il videoclip promozionale, così come per il precedente You Have Killed Me, è stato diretto da Bucky Fukumoto. Entrambi ritraggono Morrissey nei panni di un partecipante all'Eurofestival degli anni Settanta, con tanto di abbigliamento vintage e introduzione degli ospiti fatta da un presentatore italiano. I video sono stati girati con telecamere analogiche ed utilizzano filmati originali dei festival dei primi anni Settanta.

## Tracce
- UK 7" / CDs

1. In the Future When All's Well - 3:51
2. Christian Dior - 3:53

- UK CDs

1. In the Future When All's Well - 3:51
2. I'll Never Be Anybody's Hero Now (live at London Palladium, 28 May 2006) - 4:13
3. To Me You Are a Work of Art (live at London Palladium, 28 May 2006) - 4:14
4. In the Future When All's Well (video)

## Formazione
- Morrissey – voce
- Gary Day - basso
- Boz Boorer - chitarra
- Jesse Tobias - chitarra
- Matt Chamberlain - batteria
- Matt Walker - batteria
- Michael Farrell – tastiere